# Cerodontha calamagrostidis
Cerodontha calamagrostidis är en tvåvingeart som beskrevs av Nowakowski 1967. Cerodontha calamagrostidis ingår i släktet Cerodontha och familjen minerarflugor.
Artens utbredningsområde är Alberta. Arten är reproducerande i Sverige. Inga underarter finns listade i Catalogue of Life.